# 斯特凡·彼得汉塞尔
斯特凡·彼得汉塞尔（法語：Stéphane Peterhansel，1965年8月6日—）是一位法国拉力赛车手，是达喀尔拉力赛历史上最为成功的车手之一。他驾驶雅马哈摩托车赢得了1991年、1992年、1993年、1995年、1997年和1998年的达喀尔拉力赛摩托组冠军，随后又于2004年、2005年和2007年驾驶三菱帕杰罗再次获得达喀尔拉力赛汽车组第一。截至2021年，彼得汉塞尔獲得過第14次達喀爾拉力賽冠军，其中汽车组冠军8次，摩托组冠军6次。